# Bia Arantes
Beatriz de Oliveira Arantes (Piumhi, 15 de marzo de 1993) más conocida como Bia Arantes, es una actriz y modelo brasileña.

## Biografía
Nació en Piumhi, y con cinco años se mudó a San Sebastián del Paraíso, donde se quedó hasta 2009, cuando fue a vivir en Río de Janeiro. Comenzó en la carrera de modelo, y participó de videoclips como el de la canción Pensando em Você, del cantante de sertanejo Rafael Barreto. También tomó clases de ballet desde los tres a los 11 años, pero dejó de bailar por problemas en las rodillas. Posteriormente, se interesó en la literatura, y comenzó a hacer clases de teatro.  

## Carrera
Bia debutó en la televisión en la telenovela Cama de Gato (2009), como la villana María Eduarda. En 2011 interpretó a Alexia en la novena temporada de Malhação, convirtiéndose en la protagonista de la temporada. En 2013 dio vía a la publicitaria Cléo en la novela Laberintos del corazón. En 2014, viajó por Brasil con la obra teatral A-traídos, su personaje era Monique, que vivía una especie de triángulo amoroso con dos amigos. Ella formó parte del elenco, en 2015, del Canal Parafernalha en YouTube, y en el mismo año hizo una participación especial en la novela Mujeres ambiciosas, como Lara. 
En 2016, firmó con el SBT para interpretar a Cecilia, protagonista adulta de la versión brasileña de Carita de Ángel. En la trama, su personaje es una novicia, que se ve con la difícil decisión de elegir entre seguir su vocación religiosa o entregarse al amor y la pasión de Gustavo (Carlo Porto). Después del final de las grabaciones de Carinha de Ángel, volvió a la Rede Globo, para vivir Brice, en la novela Dios Salve al Rey, que debutó en enero de 2018.
En abril de 2019, se unió al elenco de las seis telenovelas Órfãos da Terra, viviendo Valéria Augustin, una mujer que pierde sus valores y se convierte en villana, pero que al final se redime y encuentra el amor con Camila Nasser, interpretada por la actriz Anajú Dorigon.
En mayo de 2022, Bia fue elegida para formar parte del elenco de la película Perdida, como una de las protagonistas. Estrenada el 13 de julio de 2023, la película está basada en la obra homónima de la escritora brasileña Carina Rissi. En noviembre del mismo año, se anunció que Bia se sumaría al elenco de la serie A História Delas, del canal Star+, cuyo estreno está previsto para 2023.

## Vida personal
En 2010 comenzó a salir con el actor Ronny Kriwat. En 2018, salió con el actor Vinícius Redd, su coprotagonista en la telenovela Dios Salve al Rey, pero la relación terminó a mediados de 2019. Desde mediados de 2020, ha estado saliendo con el médico y fotógrafo Ian Ward.

## Filmografía

### Telenovelas
| Año       | Nombre                 | Papel                         | Notas                       |
| --------- | ---------------------- | ----------------------------- | --------------------------- |
| 2009–2010 | Cama de Gato           | Maria Eduarda Império         | Antagonista                 |
| 2011–2012 | Malhação Conectados    | Alexia Manfredi               | Protagonista                |
| 2013      | Laberintos del corazón | Cléo                          | Coadjuvante                 |
| 2015      | Mujeres ambiciosas     | Lara                          | Participación especial      |
| 2016–2018 | Carinha de Anjo        | Cecília Santos (Irmã Cecília) | Protagonista                |
| 2017      | Rota de Fuga           | Manuela                       | Telefilm                    |
| 2017      | Bake Off SBT           | Ella Misma                    | Eliminada en el 1º episodio |
| 2018      | Deus Salve o Rei       | Brice                         | Co-Antagonista              |
| 2018      | Dança dos Famosos      | Ella Misma                    | Temporada 15                |
| 2019      | Órfãos da Terra        | Valéria Augusta               |                             |
| 2023      | A História Delas       | Ana Rosa                      |                             |

### Cine
| Año  | Nombre                              | Papel         | Notas        |
| ---- | ----------------------------------- | ------------- | ------------ |
| 2012 | Entre Palavras                      | Cecília       | Cortometraje |
| 2013 | Baby Dragon                         | Juliana       |              |
| 2013 | Olhos Tristes                       | Camila        | Cortometraje |
| 2014 | Azul Ou Aquilo Que Mais Te Inspira  | Aline         | Cortometraje |
| 2014 | Memória do Amor                     | Ela           | Cortometraje |
| 2015 | Anjo De Cabelos Longos              | Paulinha      |              |
| 2016 | O Último Virgem                     | Julia         |              |
| 2017 | Real - O Plano Por Trás da História | Luiza         |              |
| 2017 | O Filme da Minha Vida               | Petra Madeira |              |
| 2021 | Loop                                | Maria Luiza   | Protagonista |
| 2023 | Perdida                             | Teodora       |              |

### Videoclips (participaciones)
| Año  | Canción                | Artista             |
| ---- | ---------------------- | ------------------- |
| 2009 | Pensando em Você       | Rafael Barreto      |
| 2012 | Pode Crer              | Leandro Lins        |
| 2015 | Anjo de Cabelos Longos | Fernando & Sorocaba |
| 2015 | Incerteza              | Matheus Zuck        |
| 2018 | Castelo                | Victor Mus          |

### Internet
| Año  | Nombre             | Papel      |
| ---- | ------------------ | ---------- |
| 2015 | Canal Parafernalha | Ella Misma |

## Teatro
| Año  | Nombre    | Papel   |
| ---- | --------- | ------- |
| 2014 | A-traídos | Monique |
| 2018 | Léo e Bia | Bia     |